# (10468) Itacuruba
(10468) Itacuruba est un astéroïde de la ceinture principale.

## Description
(10468) Itacuruba est un astéroïde de la ceinture principale. Il fut découvert le 1er mars 1981 à l'observatoire de Siding Spring par Schelte J. Bus. Il présente une orbite caractérisée par un demi-grand axe de 2,34 UA, une excentricité de 0,19 et une inclinaison de 3,5° par rapport à l'écliptique.